# Gajar
Gajar (szlovákul Gajary, németül Gayring) község Szlovákiában, a Pozsonyi kerületben, a Malackai járásban.

## Fekvése
Malackától 8 km-re északnyugatra, a Morva bal partján fekszik.

## Története
A község területe a leletek tanúsága szerint már az újkőkorban lakott volt. A mai település határában 2 depotleletet is találtak a 800-as évek fordulójáról. Sajnos közelebbi leletkörülményeiket nem ismerjük. Mindkét lelet tartalmazott vasszerszámokat és lószerszámdíszeket, ezen kívül az egyik fegyvereket, a másik pedig övgarnitúra részeit is.
A mai település őse eredetileg valószínűleg 10. századi besenyő település, neve a besenyő Kajár személynévből származik. 1373-ban említi először írásos dokumentum, a Szentgyörgyi és Bazini grófok birtokolták. 1553-ban a detrekői váruradalommal együtt Serédy Gáspár birtoka. A faluban vámszedőhely volt a Morva révénél. I. Lipót császár mezővárosi és vásártartási jogot adott a településnek. A Rákóczi-szabadságharc alatt kifosztották. Lakói nádból készített eszközök előállításával, kosárfonással, szeszfőzéssel foglalkoztak.
A 18. század végén Vályi András szerint "GAJÁR. Gajring. Gejerinum. Tót mező Város Pozson vármegyében, földes Ura Gróf Pálfy Uraság, lakosai katolikusok, fekszik Malatzkától nem messze Mars vize mellett, földje 3. Calcaturára van osztva, terem buzája, rozszsa, lennye, réttye, és erdeje van, halas tava is van, határja gazdag, vagyonnyai nevezetesek, az eladásban jó módjok van Bétsben, első Osztálybéli."
A 19. század közepén Fényes Elek szerint "Gajár, (Gajring), tót mv., Pozsony vmegyében, 1 fertálynyira a Morva vizétől, és 5 1/2 mfld Pozsonytól: 2826 kath., 10 evang., 180 zsidó lak., kath. paroch. templommal, synagogával, harminczaddal. Határja róna, s bár nagy részt homokos, de jól mivelt. Erdeje, legelője bőven; kendert termeszt, s azzal kereskedik. Szarvasmarhája sok, nemesitett juhnyája az uraságnak szép. Van két malma, a Morván révje és híres baromvásárja. F. u. h. Pálffy. Ut. p. Malaczka."
A trianoni békeszerződésig Pozsony vármegye Malackai járásához tartozott.

## Népessége
| Év:            | 1994. | 2004.    | 2014.   | 2024.   |
| -------------- | ----- | -------- | ------- | ------- |
| Emberek száma: | 2537  | 2792     | 2936    | 3215    |
| Eltérés:       |       | +10,05 % | +5,15 % | +9,50 % |

| Év:            | 2023. | 2024.   |
| -------------- | ----- | ------- |
| Emberek száma: | 3201  | 3215    |
| Eltérés:       |       | +0,43 % |

1720-ban 110 adózó polgára volt.
1828-ban 381 házában 2852 lakosa élt.
1910-ben 3847 lakosából 3567 szlovák és 147 német anyanyelvű volt.
2011-ben 2891 lakosából 2748 szlovák volt.

## Neves személyek
- Itt született 1849-ben a neves szlovák festő, Skuteczky Döme.
- Itt szolgált Foriss Antal plébános.
- Itt szolgált Trubinyi János (1863-1919) plébános, országgyűlési képviselő, az 1919-es vörös terror mártírja.
- Ásatott itt többek között Jan Eisner, Kristian Elschek és Klára Marková.

## Nevezetességei

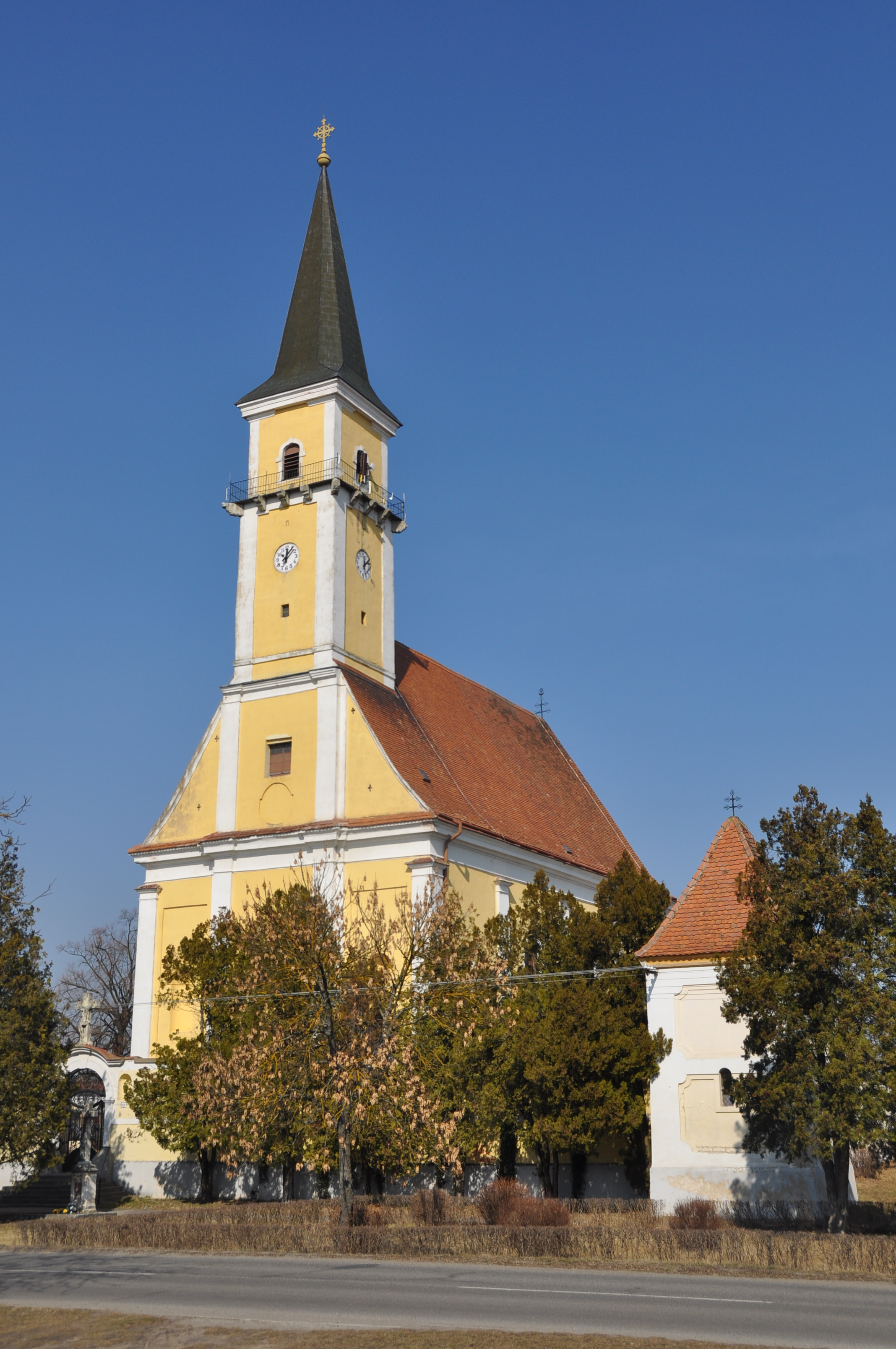
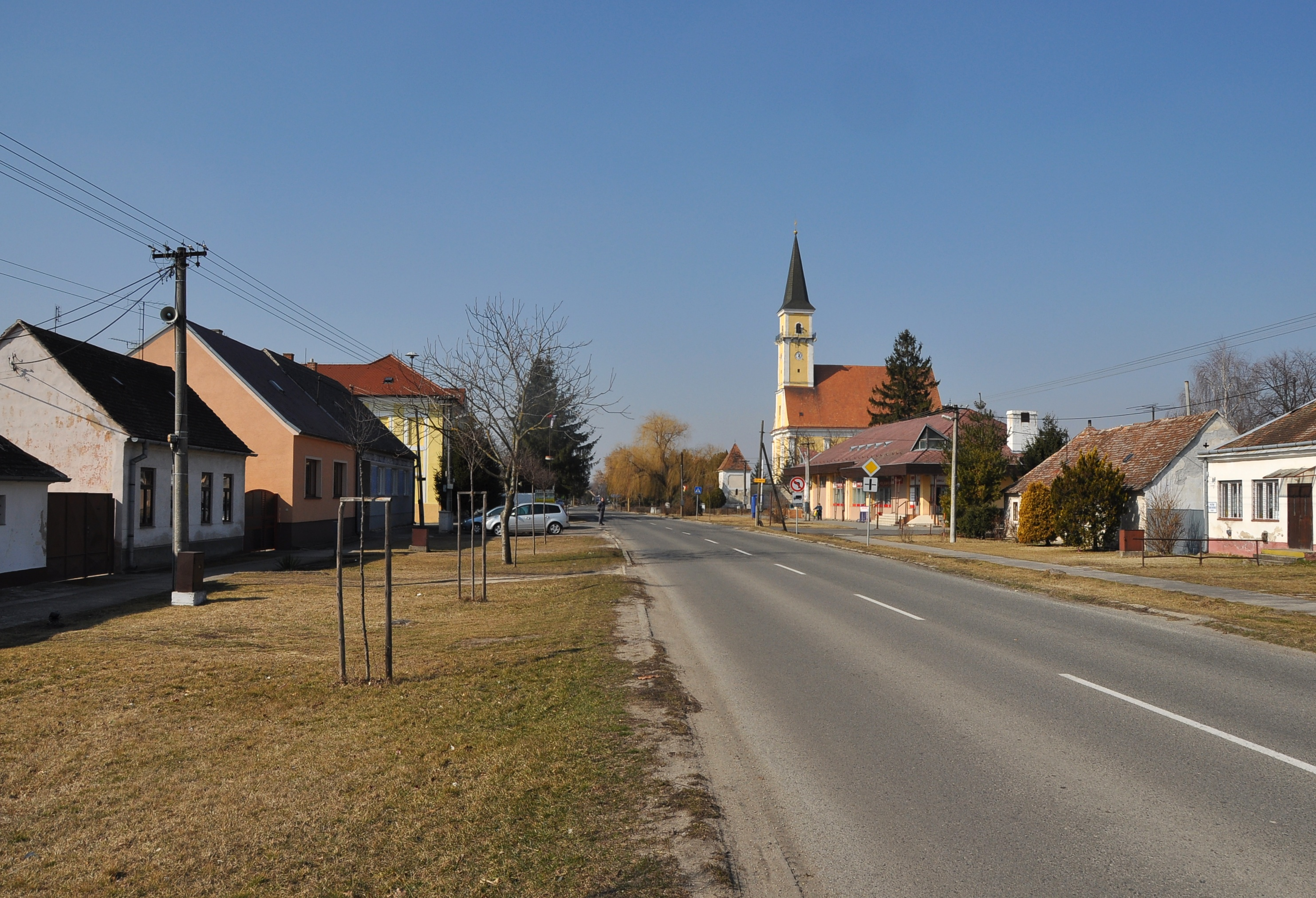
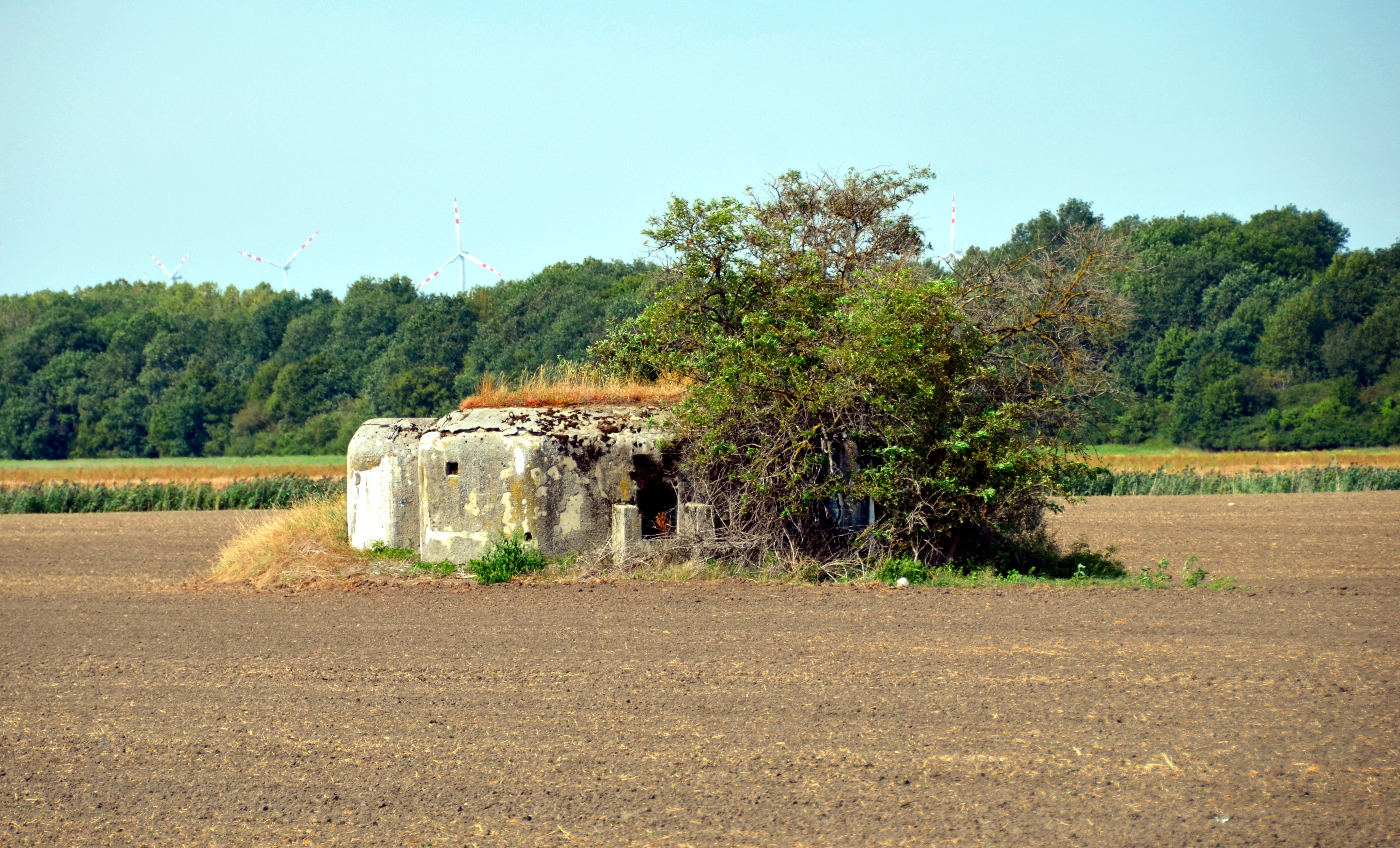

- Római katolikus temploma 1665 és 1673-ban épült korabarokk stílusban. Négy sarokbástyás védőfala a 17. század végén épült.
- Jézus Szíve, a Szentcsalád, Szent Anna és Lourdes-i kápolnái 1690-ben épültek. Mária Szeplőtelen Szíve kápolnája 1856-ban épült.

## Külső hivatkozások
- Hivatalos oldal
- Községinfó
- Gajar Szlovákia térképén
- Rövid ismertető (szlovákul)
- Gajar község blogja
- Gajar a Malackai kistérség honlapján
- E-obce.sk